# شاناي (أين)
شاناي (بالفرنسية: Chanay)‏ هي بلدية فرنسية تقع في إقليم الأين في فرنسا. رمز إنسي لها هو:1082. أما الرمز البريدي لها فهو: 1420.